# Врагу не сдаётся наш гордый «Варяг»

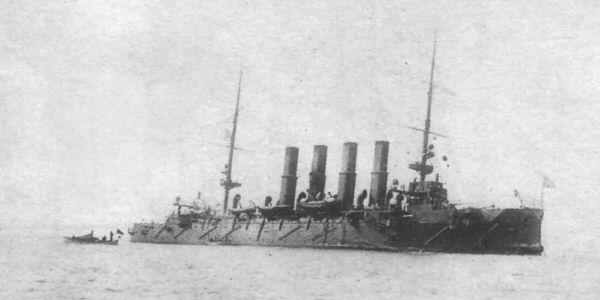
«Варяг» після бою

«Ворогові не здається наш гордий "Варяг"» (рос. дореф. Врагу не сдается нашъ гордый „Варягъ“) — пісня на вірші австрійського поета Рудольфа Грейнца (в перекладі Є. М. Студенської), присвячена подвигу крейсера «Варяг» і канонерського човна «Кореєць».

## Передісторія
Під час Російсько-японської війни крейсер російського флоту «Варяг» і канонерський човен «Кореєць» вступили в нерівний бій проти шести японських крейсерів і восьми міноносців в районі бухти Чемульпо. Після того як важко пошкоджений «Варяг», втративши можливість продовжувати бій, повернувся в гавань, він був затоплений власною командою, а канонерський човен був підірваний.

## Історія пісні
Після подвигу екіпажу крейсера «Варяг» австрійський письменник і поет Рудольф Грейнц написав вірш «Der "Warjag"», присвячений цій події. Він був опублікований в десятому номері німецького журналу «Югенд» . У квітні 1904 року М. К. Мельников і Є. М. Студенська опублікували переклади цього вірша, причому у кожного з них був свій варіант. Переклад Є. Студенської російським суспільством був визнаний більш вдалим. І незабаром музикант 12-го гренадерського Астраханського полку О. С. Турищев, який брав участь в урочистій зустрічі героїв «Варяга» і «Корейця», поклав ці вірші на музику. Вперше пісня була виконана на урочистому прийомі, влаштованому імператором Миколою II на честь офіцерів і матросів «Варяга» і «Корейця».
Відомий в даний час мотив - змішаного походження; найбільш поширена версія, що є результатом взаємодії, принаймні, чотирьох мелодій: А. Б. Віленського (його мелодекламація опублікована в березні 1904 р.), І. Н. Яковлєва, І. М. Корносевича і О. С. Турищева.
Пісня стала дуже популярна в Росії. Особливо її любили військові моряки. У роки Першої світової війни з пісні був видалений третій куплет, так як японці в цій війні були вже союзниками.
У сучасній пісенній практиці пісня зазвичай називається просто «Варяг»: так вона названа і в популярних пісенниках, і в аудіоальбомах кінця XX століття (див., наприклад, CD «Митьковские песни. Материалы к альбому», 1996). А пісня, яка раніше називалася «Варяг» або «Загибель "Варяга"», тепер частіше іменується по перших рядках: «Плещут холодные волны…».
Замовчування авторства Грейнца почалося, найімовірніше, з вступом Росії в Першу світову війну і зростанням у зв'язку з цим антинімецьких настроїв в суспільстві.

## Пам'ятні виконання
- 29 жовтня 1955 року в Севастопольській бухті вибухнув і перекинувся лінкор «Новоросійськ», поховавши сотні моряків. Згадує ветеран Збройних Сил СРСР, офіцер у відставці М. Пашкин: «Внизу, в броньованій утробі лінкора, замуровані і приречені на смерть моряки співали, вони співали "Варяга". На днищі це не було чутно, але, наблизившись до динаміка, можна було розібрати ледве чутні звуки пісні. Це було приголомшуюче враження, такого стану я ніколи не відчував. Ніхто не помічав сліз, всі дивилися вниз на днище, як би намагаючись побачити співаючих внизу моряків. Всі стояли без головних уборів, слів не було».
- 25 лютого 1977 року під час пожежі в готелі «Росія» відвідувачі ресторану, відрізані вогнем, співали хором пісню «Варяг». Коментатори західних ЗМІ в репортажах про пожежу помилково говорили про виконання «Інтернаціоналу» [2].
- 7 квітня 1989 року підводний човен К-278 «Комсомолець» затонув внаслідок пожежі на борту після 6-годинної боротьби екіпажу за плавучість судна. Моряки, що знаходяться в крижаній воді Норвезького моря, прощалися зі своїм командиром і кораблем, виконавши пісню «Варяг» [3].

## Пісня
| Російський текст Студенської | Оригінальний текст Грейнца | Дослівний переклад Н. Заїченко |
| --- | --- | --- |
| Наверх, о товарищи, все по местам! Последний парад наступает! Врагу не сдается наш гордый «Варяг», Пощады никто не желает!            | Auf Deck, Kameraden, all' auf Deck! Heraus zur letzten Parade! Der stolze Warjag ergibt sich nicht, Wir brauchen keine Gnade!                        | На палубу, товарищи, все на палубу! Наверх для последнего парада! Гордый «Варяг» не сдаётся, Нам не нужна пощада!                                                     |
| Все вымпелы вьются, и цепи гремят, Наверх якоря поднимая. Готовятся к бою орудий ряды, На солнце зловеще сверкая.                     | An den Masten die bunten Wimpel empor, Die klirrenden Anker gelichtet, In stürmischer Eil' zum Gefechte klar Die blanken Geschütze gerichtet!        | На мачтах пёстрые вымпелы кверху, Звенящие якоря подняты, В бурной спешке к бою готовы Блестящие орудия!                                                              |
| Из пристани верной мы в битву идем, Навстречу грозящей нам смерти, За Родину в море открытом умрем, Где ждут желтолицые черти!        | Aus dem sichern Hafen hinaus in die See, Fürs Vaterland zu sterben Dort lauern die gelben Teufel auf uns Und speien Tod und Verderben!               | Из надёжной гавани — в море За Отечество умереть. Там подстерегают жёлтые черти нас И извергают смерть и разрушения!                                                  |
| Свистит, и гремит, и грохочет кругом Гром пушек, шипенье снаряда, И стал наш бесстрашный, наш верный «Варяг» Подобьем кромешного ада! | Es dröhnt und kracht und donnert und zischt, Da trifft es uns zur Stelle; Es ward der Warjag, das treue Schiff, Zu einer brennenden Hölle!           | Гремит и грохочет, и громыхает, и шипит. Тут нас поражает на месте; Стал «Варяг», верный корабль, Горящим адом!                                                       |
| В предсмертных мученьях трепещут тела, Вкруг грохот, и дым, и стенанья, И судно охвачено морем огня, – Настала минута прощанья.       | Rings zuckende Leiber und grauser Tod, Ein Ächzen, Röcheln und Stöhnen — Die Flammen um unser Schiff Wie feuriger Rosse Mähnen!                      | Вокруг судорожно дёргающиеся тела и страшная смерть, Кряхтенье, хрипы умирающих и стенания. Языки пламени развеваются вокруг нашего корабля Как гривы огненных коней! |
| Прощайте, товарищи! С Богом, ура! Кипящее море под нами! Не думали мы ещё с вами вчера, Что нынче уснем под волнами!                  | Lebt wohl, Kameraden, lebt wohl, hurra! Hinab in die gurgelnde Tiefe! Wer hätte es gestern noch gedacht, Dass er heut' schon da drunten schliefe!    | Прощайте, товарищи, прощайте, ура! Вниз в клокочущую пучину! Кто бы ещё вчера подумал, Что уже сегодня он там внизу уснёт!                                            |
| Не скажут ни камень, ни крест, где легли Во славу мы русского флага, Лишь волны морские прославят вовек Геройскую гибель «Варяга»!    | Kein Zeichen, kein Kreuz wird, wo wir ruh’n Fern von der Heimat, melden — Doch das Meer das rauschet auf ewig von uns, Von Warjag und seinen Helden! | Ни знак, ни крест не укажет, Где мы покоимся вдали от Родины, Однако море вечно будет рокотать о нас, О «Варяге» и его героях.                                        |